# Paraleuctra malaisei
Paraleuctra malaisei is een steenvlieg uit de familie naaldsteenvliegen (Leuctridae). De wetenschappelijke naam van de soort is voor het eerst geldig gepubliceerd in 2010 door Zwick.